# Mária Berzsenyi
Mária Berzsenyi   (Sármellék, 31 d'octubre de 1946) és una ex-jugadora d'handbol hongaresa que va competir durant les dècades de 1960 i 1970.
El 1976 va prendre part en els Jocs Olímpics de Mont-real, on guanyà la medalla de bronze en la competició d'handbol. Quatre anys més tard, als Jocs de Moscou, fou quarta en la mateixa competició.
En el seu palmarès també destaquen dues medalles de bronze al Campionat del món d'handbol, el 1975 i 1978. Durant la seva carrera esportiva jugà un total de 152 partits amb la selecció nacional.
A nivell de clubs jugà al Szeged, Ferencvárosi TC i Goldberger SE.